# Metropolia orłowska
Metropolia orłowska – jedna z metropolii Rosyjskiego Kościoła Prawosławnego, z siedzibą w Orle. Obejmuje teren obwodu orłowskiego.
Utworzona postanowieniem Świętego Synodu 25 lipca 2014. W jej skład wchodzą dwie eparchie: orłowska i liwieńska.

## Metropolici orłowscy
- Antoni (Czeremisow), 2014–2019[2]
- Szymon (Gietia), 2019[3]
- Tichon (Dorowskich), od 2019[4]